# 吳兆南相聲劇藝社
吳兆南相聲劇藝社（英語：Wu Zhao Nan Xiang Sheng & Theater Association），簡稱：吳門、劇藝社，成立於1999年 ，由「人間國寶」吳兆南親自指導，是台灣的說唱藝術暨戲劇、傳統戲曲表演團隊，團員江南、侯冠群、郎祖筠、劉增鍇、劉爾金、姬天語皆為吳兆南大師徒子徒孫，以及劉越逖、林明、黃嘉千等演員加盟。

## 主要演員
- 吳兆南：創辦人、藝術總監。
- 劉增鍇：團長。
- 郎祖筠
- 劉爾金
- 姬天語
- 劉士民（劉越逖）
- 林明
- 黃嘉千

## 近年合作演出

### 台灣
- 傅諦：、《百年相聲．起藝吧！》、《相聲憂末日？憂末日！》、《相聲．愛你一生》、《悅想悅哏兒》、《步步驚喜之吳門真煩傳》
- 魏海敏：
- 王海波：《步步驚喜之吳門真煩傳》
- 胡瓜：《步步驚喜之吳門真煩傳》
- 郭子乾：《步步驚喜之吳門真煩傳》
- 董至成：《步步驚喜之吳門真煩傳》
- 蕭煌奇：《步步驚喜之吳門真煩傳》
- 林俊逸：《步步驚喜之吳門真煩傳》
- 哈遠儀：《步步驚喜之吳門真煩傳》
- 方　寧：《步步驚喜之吳門真煩傳》
- 張凱徹：

### 中國大陆
- 王文林：《兩岸笑星會Ⅲ－北京鐘鼓樓相聲匯笑動四海》
- 侯　鑫：《侯門深似海》
- 丁廣泉：《侯門深似海》
- 賈冀光：《侯門深似海》
- 郝愛民：《侯門深似海》
- 靳佩良：《兩岸笑星會Ⅱ》、《兩岸笑星會Ⅲ－相聲聯盟》、《兩岸笑星會Ⅲ－笑無國界》、《兩岸笑星會Ⅲ－北京鐘鼓樓相聲匯笑動四海》、《兩岸笑星會 相聲聯盟－盜墓札記》、《相聲聯盟Ⅱ－盜墓札記》
- 康松廣：《兩岸笑星會Ⅱ》、《兩岸笑星會Ⅲ－笑無國界》、《兩岸笑星會Ⅲ－北京鐘鼓樓相聲匯笑動四海》
- 矯恆謹：《步步驚喜之吳門真煩傳》
- 楊　義：《悅想悅哏兒》
- 李偉建：《兩岸笑星會》、《兩岸笑星會Ⅱ》、《兩岸笑星會Ⅲ－相聲聯盟》、《兩岸笑星會Ⅲ－北京鐘鼓樓相聲匯笑動四海》
- 武　賓：《兩岸笑星會》
- 邳建新：《兩岸笑星會Ⅲ－相聲聯盟》
- 李　菁：《兩岸笑星會》
- 何云偉：《兩岸笑星會》
- 應　寧：《兩岸笑星會》、《兩岸笑星會Ⅲ－相聲聯盟》、《兩岸笑星會Ⅲ－北京鐘鼓樓相聲匯笑動四海》、《不可能的相聲》、《兩岸笑星會 相聲聯盟－盜墓札記》、《相聲聯盟Ⅱ－盜墓札記》
- 王　磊：《兩岸笑星會》、《兩岸笑星會Ⅲ－相聲聯盟》、《兩岸笑星會Ⅲ－北京鐘鼓樓相聲匯笑動四海》、《兩岸笑星會 相聲聯盟－盜墓札記》、《相聲聯盟Ⅱ－盜墓札記》
- 馬　軍：《兩岸笑星會 相聲聯盟－盜墓札記》、《相聲聯盟Ⅱ－盜墓札記》
- 盛　偉：《兩岸笑星會 相聲聯盟－盜墓札記》、《相聲聯盟Ⅱ－盜墓札記》
- 傅朝奎：《兩岸笑星會Ⅱ》、《兩岸笑星會Ⅲ－北京鐘鼓樓相聲匯笑動四海》
- 崔　駿：《不可能的相聲》

### 新加坡、馬來西亞
- 蘇維勝：《百年相聲．起藝吧！》、《兩岸笑星會Ⅲ－相聲聯盟》、《兩岸笑星會Ⅲ－笑無國界》、《兩岸笑星會Ⅲ－北京鐘鼓樓相聲匯笑動四海》
- 紀慶榮：《百年相聲．起藝吧！》
- 姚志祥：《百年相聲．起藝吧！》、《兩岸笑星會Ⅲ－相聲聯盟》、《兩岸笑星會Ⅲ－笑無國界》
- 李杰爾：《百年相聲．起藝吧！》、《兩岸笑星會Ⅲ－相聲聯盟》、《兩岸笑星會Ⅲ－笑無國界》
- 葉紹文：《百年相聲．起藝吧！》、《兩岸笑星會Ⅲ－相聲聯盟》、《兩岸笑星會Ⅲ－笑無國界》
- 黃家強：《兩岸笑星會Ⅲ－笑無國界》
- 錢瀚豪：《兩岸笑星會Ⅲ－笑無國界》
- 何佳文：《兩岸笑星會Ⅲ－北京鐘鼓樓相聲匯笑動四海》
- 曾順康
- 徐曼樺
- 劉佳怡
- 林　欣：《兩岸笑星會Ⅲ－笑無國界》

## 歷年作品

### 大型公演
| 年份          | 作品                                      | 段目                                                                                    | 地點                                           | 演員 |
| ------------- | ----------------------------------------- | --------------------------------------------------------------------------------------- | ---------------------------------------------- | --- |
| 2011年 2012年 | 《百年相聲．起藝吧！》                    | 〈民國廣告〉 〈世紀歌壇〉 〈百年名人〉 〈世紀回首〉 〈未來民國〉                        | 台北、新竹、台中                               | 吳兆南、傅 諦、郎祖筠、劉增鍇、劉爾金、姬天語 台北市立景美女中樂儀隊                                                              |
| 2011年 2012年 | 《百年相聲．起藝吧！》                    | 〈民國廣告〉 〈世紀歌壇〉 〈百年名人〉 〈世紀回首〉 〈未來民國〉                        | 馬來西亞／吉隆坡、檳城、馬六甲、芙蓉、峇株吧轄 | 吳兆南、傅 諦、郎祖筠、劉增鍇、劉爾金、姬天語 蘇維勝、紀慶榮、姚志祥、李杰爾、葉紹文                                              |
| 2011年 2012年 | 《百年相聲．起藝吧！》                    | 〈百年巨星〉 〈世紀歌壇〉 〈民國廣告〉 〈百年名人〉 〈未來民國〉                        | 美國／洛杉磯、舊金山                           | 吳兆南、邳建新、郎祖筠、劉增鍇、劉爾金、姬天語、伶倫劇坊                                                                          |
| 2012年        | 《相聲憂末日？幽默日！》                  | 〈末日我最大〉 〈瘋狂告別趴〉 〈愛在毀滅時〉 〈不會說人話〉 〈福壽全歸〉                | 台北                                           | 吳兆南、傅 諦、郎祖筠、劉增鍇、劉爾金、姬天語                                                                                     |
| 2013年        | 《兩岸笑星會》【傳統場】                  | 〈新．文字學〉 〈老話劇〉 〈賣布頭〉 〈口吐蓮花〉 〈全本．大八扇屏〉                    | 台北                                           | 郎祖筠、劉增鍇、劉爾金、姬天語 李偉建、武賓、何雲偉、李 菁、應 寧、王 磊                                                          |
| 2013年        | 《兩岸笑星會》【創新場】                  | 〈即物贈〉 〈業〉 〈竹聲雅韻〉 〈同步口譯〉 〈諮詢熱線〉                                | 台北                                           | 郎祖筠、劉增鍇、劉爾金、姬天語 李偉建、武 賓、何雲偉、李 菁、應 寧、王 磊                                                         |
| 2013年        | 《相聲．愛你一生》                        | 〈愛研究〉 〈愛之深〉 〈愛起鬨〉 〈愛唉愛〉 〈愛長壽〉 〈愛京劇〉 〈愛唱歌〉 〈愛拜師〉 | 台北、台中、嘉義                               | 侯冠群、郎祖筠、劉增鍇、劉爾金、姬天語、吳勇鋒、袁曉婷、蘇 霈                                                                     |
| 2014年        | 《步步驚喜之吳門真煩傳》                  | 舞台劇                                                                                  | 新北、新竹、台中、嘉義                         | 吳兆南、傅 諦、江 南、侯冠群、郎祖筠、劉增鍇、劉爾金、姬天語 矯恒謹、王海波、胡 瓜、郭子乾、董至成、蕭煌奇、林俊逸、哈遠儀、方 寧 |
| 2015年        | 《兩岸笑星會Ⅱ》                           | 〈作對DIY〉 〈我就為玩兒〉 〈我是歌手〉 〈空城計外記〉 〈倒打一耙〉                     | 台北、台中                                     | 郎祖筠、劉增鍇、劉爾金、姬天語 康松廣、靳佩良、李偉建、傅朝奎                                                                     |
| 2016年        | 《兩岸笑星會Ⅲ－笑無國界》                 |                                                                                         | 馬來西亞                                       | 劉增鍇、劉爾金、姬天語 康松廣、靳佩良 蘇維勝、姚智祥、李傑爾、葉紹文、黃家強、錢瀚豪                                              |
| 2016年        | 《兩岸笑星會Ⅲ－北京鐘鼓樓相聲匯笑動四海》 | 〈學評書〉 〈我是歌手〉 〈說名道姓〉 〈名醫〉 〈如何是好〉 〈洪羊洞〉 〈雜學唱〉        | 北京                                           | 郎祖筠、劉增鍇、劉爾金、姬天語 王文林、康松廣、靳佩良、李偉建、應 寧、王 磊、傅朝奎 蘇維勝、何佳文                                |
| 2016年        | 《兩岸笑星會Ⅲ－相聲聯盟》                 | 〈哎喲喂呀〉 〈宰相劉羅鍋〉 〈金馬奔騰〉 〈Super Star〉 〈國語華語普通話〉 〈如何是好〉 | 新竹、台中、台南                               | 郎祖筠、劉增鍇、劉爾金、姬天語、劉士民、黃嘉千 靳佩良、邳建新、李偉建、應 寧、王 磊 蘇維勝、姚智祥、李傑爾、葉紹文                |
| 2017年        | 《兩岸笑星會 相聲聯盟－盜墓札記》         |                                                                                         | 上海                                           | 郎祖筠、劉增鍇、劉爾金、姬天語、劉士民 靳佩良、應 寧、王 磊、李鳴宇、陳一、馬 軍、盛 偉                                           |
| 2017年        | 《相聲聯盟Ⅱ－盜墓札記》                   | 〈盜墓吧！兄弟〉 〈康熙買馬〉 〈哈學煉金術〉 〈盜墓研究〉 〈論葬〉 〈洪羊洞〉           | 台北                                           | 郎祖筠、劉增鍇、劉爾金、姬天語、劉士民 靳佩良、應 寧、王 磊、馬 軍、盛 偉                                                         |

## 外部連結
- 【吳兆南相聲劇藝社】  痞客邦（页面存档备份，存于）
- 吳兆南相聲劇藝社的Facebook專頁
- YouTube上的吳兆南相聲劇藝社頻道
- 吳兆南相聲劇藝社（页面存档备份，存于）（繁體中文）
- 吳兆南相聲劇藝社的新浪微博
- 吳兆南相聲劇藝社的Instagram帳戶